# Дробітько Олександр Вікторович
Олекса́ндр Ві́кторович Дробітько (* 1978) — Підполковник Збройних сил України, учасник російсько-української війни.

## З життєпису
Начальник оперативного відділення — заступник начальника штабу 88-го окремого десантно-штурмового батальйону 79-ї аеромобільної бригади.
Брав участь у боях за Слов'янськ та обороні Донецького аеропорту.
Станом на 2023 рік — командир 88 окремого батальйону морської піхоти.

## Нагороди
За особисту мужність, сумлінне та бездоганне служіння Українському народові, зразкове виконання військового обов'язку відзначений — нагороджений
- 10 жовтня 2015 року — орденом Богдана Хмельницького III ступеня.
- Медаль «За військову службу Україні»[2]